# Rob'n'Raz
Rob'n'Raz é uma dupla musical sueca formada por Robert Wåtz  e Rasmus Lindwall.
Após alguns anos atuando como disc jockey, eles decidiram compor juntos no final da década de 80. Leila K e Papa Dee estavam entre os vocalistas e rappers que trabalharam com a dupla durante esses primeiros anos. Tiveram dois singles no UK Singles Chart: "Got to Get" (1989, # 8) e "Rok the Nation" (1990, # 41).
Produziram remixes juntamente com Just D e Christer Sandelin além de um grande número de remixes não-oficiais que foram divulgados pela gravadora, como "Dancing Queen" do ABBA entre outros. Também compuseram uma música para o jogo de vídeo game Safecracker em 1996.
Durante 1993, na ZTV, eles se apresentaram no bloco de hip hop e no mesmo ano lançaram o álbum Rob'n'Raz DLC trazendo o rapper David "D-Flex" Seisay e Lutricia McNeal como vocalistas. "DLC" era a abreviatura de "David e Lutricia Combinação".
No início da década de 2000 apareceram como juízes no show musical Småstjärnorna no canal de TV sueco TV4.

## Discografia[2]

### Álbuns
- 1990: Rob'n'Raz Featuring Leila K (Arista)
- 1993: Clubhopping The Album (Telegram)
- 1993: Spectrum (Telegram)

### Singles
- 1988: Competition Is None (featuring Papa Dee)
- 1989: Microphone Poet (featuring Papa Dee)
- 1989: Got to Get (featuring Leila K)
- 1990: Rok the Nation (featuring Leila K)
- 1990: It Feels So Right (featuring Leila K)
- 1990: Du Ska Va Gla / Jag Skiter (Rob'n'Raz vs Uggla)
- 1992: Dancing Queen
- 1993: In Command
- 1996: Monalisa - lançado como single no Brasil [3]
- 1996: Take a Ride (featuring D-Flex)
- 2005: The Snake (featuring Lorén)